# Bluecurve

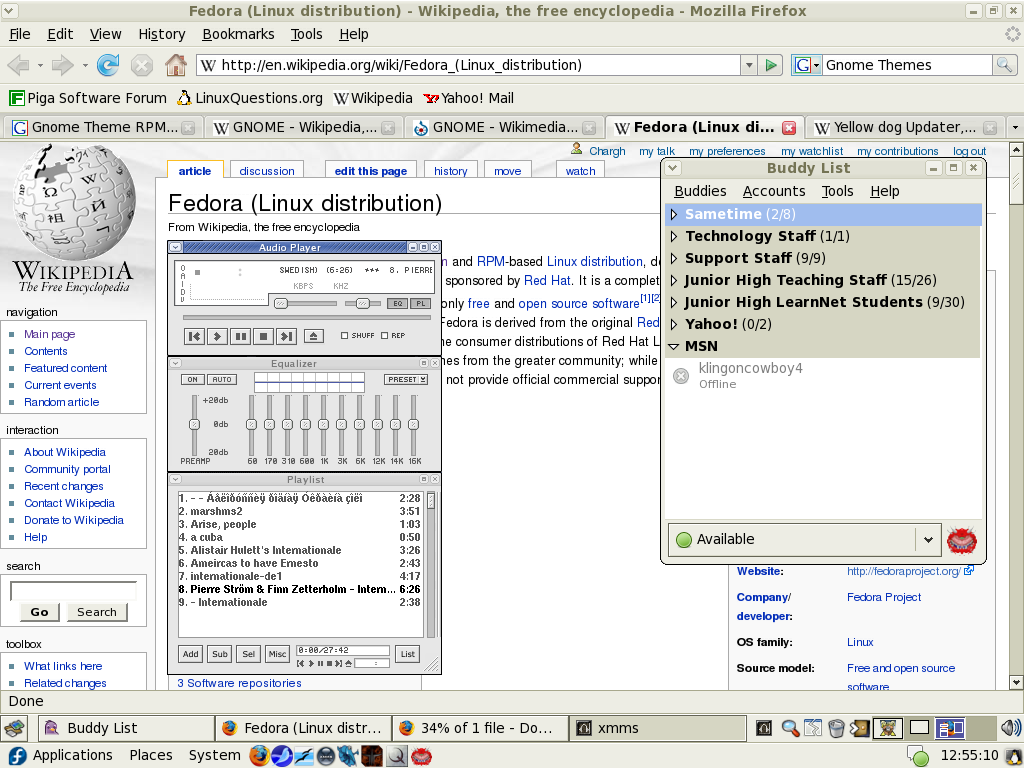
Bluecurve en uso en Fedora 7.

Bluecurve es un tema de escritorio para GNOME y KDE creado por el Proyecto Red Hat Artwork. El principal objetivo de Bluecurve era crear una apariencia consistente del escritorio en el ambiente Linux y proporcionar soporte para varios estándares de escritorio de Freedesktop.org. Se utilizó en Red Hat Linux en las versiones 8 y 9, y en su sistema operativo sucesor, Fedora Linux hasta la versión Fedora Core 4. 

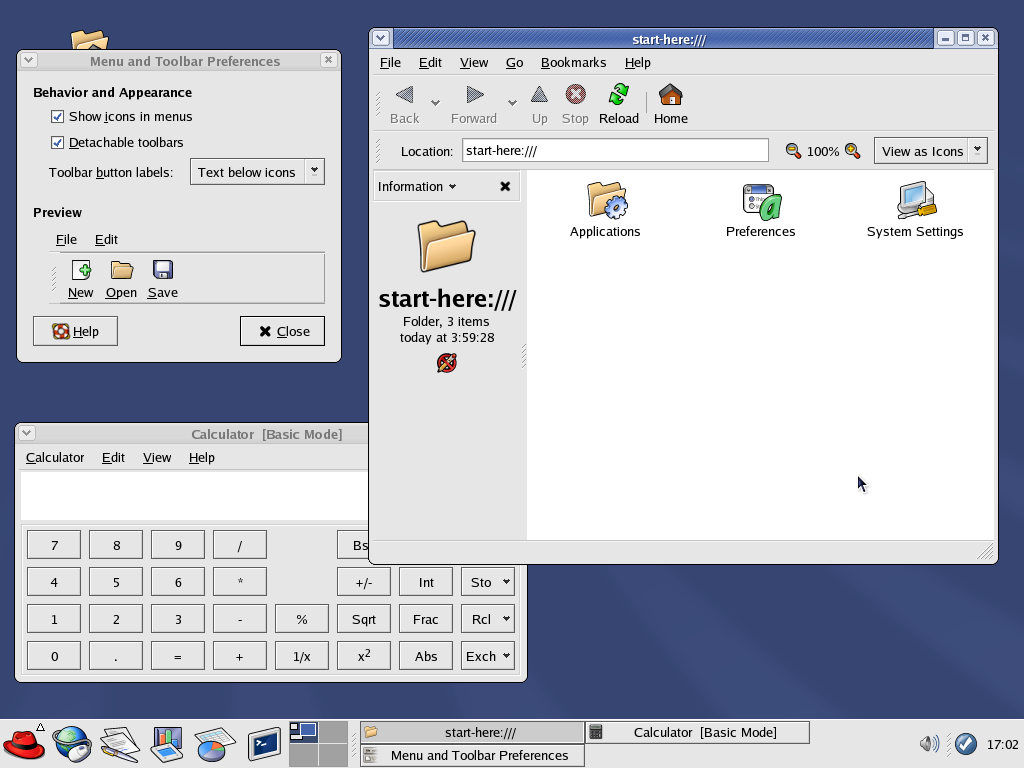
Bluecurve en uso en Fedora Core 1 (Yarrow) en el escritorio GNOME 2.4

Los bordes de las ventanas de Bluecurve y el tema GTK fueron reemplazados por los de Clearlooks (el primero en Fedora Core 4, y el segundo en Fedora Core 5). Sin embargo, los antiguos temas de Bluecurve (ventanas y widgets) siguen instalados por defecto y pueden seleccionarse en el gestor de temas. El conjunto de iconos Bluecurve sigue instalado en Fedora 7, pero ha sido reemplazado como predeterminado por Echo.
Ha habido controversia en torno al tema, especialmente las alteraciones a KDE, que fueron suficientes para que el desarrollador Bernhard Rosenkraenzer renunciara a Red Hat, "principalmente de mutuo acuerdo - no quiero trabajar en la paralización de KDE, y ellos no quieren un empleado que admita que el KDE de RHL 8.0 es crippleware" Otros simplemente lo critican por dar el mismo aspecto a ambos escritorios, a pesar de que son obviamente diferentes en muchos aspectos. Este enfoque fue emulado posteriormente por Mandrake Linux con su tema "Galaxy", que también estaba disponible para GNOME y KDE, y en Kubuntu 6.06 con el motor de temas GTK-Qt (activado por defecto)[cita requerida].
Artistas de GUI emprendedores han creado temas que emulan el tema Bluecurve en otros sistemas operativos, incluyendo Microsoft Windows. Los usuarios también pueden reemplazar sus iconos predeterminados de Windows con iconos que emulan Bluecurve, utilizando la aplicación IconPackager. Uno de estos conjuntos puede descargarse en WinCustomize.